# Campionati jugoslavi di sci alpino 1979
Ai Campionati jugoslavi di sci alpino 1979 furono assegnati i titoli di discesa libera, slalom gigante e combinata, sia maschili sia femminili, e di slalom speciale maschile.

## Risultati
| Specialità      | Uomini          | Donne           |
| --------------- | --------------- | --------------- |
| Discesa libera  | Andrej Rečnik   | Tjaša Klanjšček |
| Slalom gigante  | Bojan Križaj    | Anja Zavadlav   |
| Slalom speciale | Bojan Križaj    | non assegnato   |
| Combinata       | Tomaž Cerkovnik | Anja Zavadlav   |